# Киоск
Киоск је, у савременом значењу, мањи самостални монтажни објекат у коме се нуде роба и услуге. Може служити за продају новина, цвећа, воћа, чак и припрему хране.
У историјском смислу (одакле му и име потиче) киоск представља мали вртни павиљон отворен са неколико или свих страна. Био је карактеристичан у вртовима у Персији, на индијском потконтиненту и у Отоманском царству од 13. века надаље. Данас постоји неколико примера ове врсте киоска око палате Топкапи у Истанбулу, а могу се видети и у неким балканским земљама. Сходно томе израз киоск данас се понекад користи и за музички павиљон у парку.
Последњих година постаје популаран и интерактивни киоск — рачунарска станица постављена у јавном простору и за јавну употребу.

## Етимологија
Појам „киоск” потиче од персијске речи кушк (пер. kūshk), са значењем палата или вила, односно павиљон или портик. У српски језик ушла је као турцизам, од турске речи кошк (köşk=угао, ћошак), а са значењима:
- Оријентални газебо у врту;
- Истакнути део на оријенталним зградама у облику затвореног балкона;
- Улични павиљон од дрвета, гвожђа или стакла у коме се продају новине, дуван и друго.[6]

## Историјски аспект
Историјски гледано, киоск је отворени летњиковац или павиљон који обично има кров ослоњен на стубове између којих могу или не морају бити зидови. Као грађевинску форму први су је увели Селџуци, а представљала је малу грађевину приграђену уз главну џамију, која се састојала од куполе са отвореним странама. Овај архитектонски концепт је постепено еволуирао у омању резиденцију коју су користили отомански султани. Вероватно најпознатији примери су Поплочани павиљон у Истанбулу (Çinili Köşk) и Багдадски павиљон (Bağdat Köşkü) у оквиру комплекса палате Топкапи у Истанбулу. Први је 1473. године саградио Мехмед II Освајач и састоји се од двоспратне зграде са куполом на врху и отворених страна које гледају на врт око палате. Багдадски павиљон је изградио Мурат IV 1638–39. И ово је отворена грађевина са куполом из које се пружа поглед на вртове и парк око палате, као и на архитектуру Истанбула.
Султан Ахмед III (1703–1730) такође је у оквиру палате Топкапи саградио стаклени Павиљон софа. Овај павиљон има и неке западњачке елементе, као што је позлаћени мангал који је османском амбасадору поклонио француски краљ Луј XV.
Први појам о турском киоску у Енглеску је дошао у првој половини 18. века преко супруге енглеског амбасадора у Истанбулу, која у писму написаном 1. априла 1717. помиње „chiosk“ описујући га као „грађевину подигнуту на 9 или 10 степеница и ограђену позлаћеним решеткама”. Европски владари такође су усвојили овакве грађевине, па је тако Станислав Лешћински, краљ Пољске и таст Луја XV, изградио за себе један такав павиљон на основу сећања на своје заточеништво у Турској.

## Мале продавнице и кафићи
У западњачкој цивилизацији данас се под појмом киоск подразумева мала продавница или кафић. Киосци могу бити самостални објекти на улици, али и сепареи у тржним центрима отворени само са једне стране.  У овим радњама се најчешће продају ситнице, јефтина роба као што су новине, часописи, упаљачи, мапе улица, цигарете, посластице и друго. Често се на киосцима продају храна и пиће „за понети” на улицама, плажама, у парковима и сличним местима. У киоску често могу бити смештени информативни туристички штандови.
- Различите врсте и намене киоска
- Киоск за продају новина у Монтреалу 1943.
- Киоск за продају новина у Хонгконгу
- Киоск за продају новина у Њујорку 2007.
- Модеран продајни киоск на железничкој станици у Јапану
- Мали киоск за припрему и продају кебаба у Финској
- Један од објеката у R-Kioski трговачком ланцу у Финској
- Киосци за различите намене на плажама Барселоне
- Киоск кафић са терасом у парку (Барселона)
- Информативни киоск у Краљевском војном колеџу Канаде (Royal Military College of Canada)
- Стари киоск у Тел Авиву
- Реновирани киоск у Тел Авиву
- Модерни киосци у Украјини
- Мали киоск за продају срећки на Хаитију

- Различити киосци у Србији
- Различити киосци у центру Ниша
- Киосци у низу
- Типски метални киоск
- Модерни киоск у коме је мењачница
- Модерни дрвени киоск у рустичном стилу
- Киоск за припрему и продају хране у Нишу
- Киосци-штандови за продају сувенира у Нишу
- Киосци-штандови за продају сувенира у Гроцкој
- Туристичко-информативни киоск у центру Ниша

## Интерактивни киосци
Интерактивни киоск је прилично широк појам који се користи у различитим индустријама у различитим ситуацијама, а сам систем користи различите врсте технологије. То је најчешће рачунарски терминал који често користи прилагођени софтвер дизајниран тако да омогућава корисницима да га лако користе, истовремено их спречавајући да приступе функцијама система. Неки компјутерски киосци пружају бесплатну, информативну јавну услугу, док други служе у комерцијалне сврхе. Екран осетљив на додир, трекбол, компјутерска тастатура или различити тастери су типични уређаји за унос код интерактивних компјутерских киоска. Интерактивни киосци смањују трошкове, побољшавају ефикасност и квалитет услуге. Њихова употреба је неограничена — од фрижидера са пићима на улици до различитих услуга на аеродромима, биоскопима, библиотекама и сличним местима.
- Интерактивни киоск са екраном осетљивим на додир у Немачкој
- Самоуслужно штампање у библиотеци